# Szewczenkowo
Szewczenkowo (ukr. Шевченкове, Szewczenkowe), hist. Wełdzirz (ukr. Велдіж, Wełdiż) – wieś na Ukrainie, w obwodzie iwanofrankiwskim, w rejonie dolińskim. W 2001 roku liczyła 2112 mieszkańców. 

## Historia
Wieś została założona w 1515 roku. Pod zaborem austriackim wioska była zamieszkiwana przez Ukraińców, Polaków, Żydów i Niemców. W II Rzeczypospolitej miejscowość była siedzibą gminy wiejskiej Wełdzirz w powiecie dolińskim województwa stanisławowskiego.
Pod koniec XIX w. grupy domów we wsi Wełdzirz nosiły nazwy: Polana Kieczura i Polana Leszkowiec a w miejscowości Wygoda, położonej koło Pacykowa na obszarze dworskim Wełdirza w powiecie dolińskim znajdowały się: tartak parowy barona Poppera, fabryka resonansów, browar, młyn i karczma. Od 8 lipca 1883 r. działała lokalna kolej z Doliny do przewozu towarów. 
W latach 1852–1857 wybudowano w wiosce drewniany kościół. W 1881 r. ochrzczony został w nim Bolesław Wieniawa-Długoszowski, urodzony w pobliskiej Maksymówce. 
W 1921 roku we wsi mieszkało 1469 Ukraińców, 456 Polaków, 220 Żydów i 28 Niemców.
W sierpniu 1942 roku Niemcy przesiedlili wszystkich żydowskich mieszkańców do Bolechowa (gdzie byli poddani eksterminacji).
W nocy z 7 na 8 marca 1944 roku oddział złożony z nacjonalistów ukraińskich dokonał mordu na zamieszkałych w wiosce Polakach w ramach czystki etnicznej. Według wspomnień świadków podczas kilku ataków w Wełdzirzu zostało wymordowanych łącznie około 30 Polaków. Pozostali przy życiu Polacy ratowali się ucieczką i opuścili wioskę emigrując m.in. do Polski. 
W 1945 r. administrator parafii ks. Henryk Smoluk (1913–1974) został aresztowany przez NKWD. W latach 1945–1948 był więziony w łagrze na Syberii. Po uwolnieniu pełnił aż do śmierci posługę w parafii św. Katarzyny Aleksandryjskiej w Świętej Katarzynie.  